# Fußball-Weltmeisterschaft 1934/Frankreich
Dieser Artikel behandelt die französische Nationalmannschaft bei der Fußball-Weltmeisterschaft 1934.

## Qualifikation
Frankreich musste lediglich ein Spiel absolvieren, um sich für die WM-Endrunde zu qualifizieren, weil die ersten beiden der Gruppe 8 an der Weltmeisterschaft teilnehmen durften und Luxemburg nach zwei Niederlagen als Gruppenletzter feststand, so dass das letzte Gruppenspiel zwischen Deutschland und Frankreich abgesagt wurde, weil es lediglich noch über deren Platzierung entschieden hätte.
 Luxemburg – Frankreich 1:6 (0:2)
Die Tore für Frankreich erzielten Jean Nicolas (26., 67., 84., 89./EM), Alfred Aston (3.) und Ernest Libérati (80.) Auf Seiten von Luxemburg traf Théophile Speicher (46.) zum zwischenzeitlichen 1:2.

## Aufgebot
Das Auswahlkomitee des Verbands Fédération Française de Football unter Federführung von Gaston Barreau nominierte folgende 22 Spieler:
| Name                 | Verein               | Geburtstag    | Spiele   | Tore     | Platzverw. |
| Torhüter             | Torhüter             | Torhüter      | Torhüter | Torhüter | Torhüter   |
| -------------------- | -------------------- | ------------- | -------- | -------- | ---------- |
| Robert Défossé       | Olympique Lillois    | 19. Juni 1909 | 0        | 0        | 0          |
| René Llense          | FC Sète              | 14. Juli 1913 | 0        | 0        | 0          |
| Alex Thépot          | Red Star Paris       | 30. Juli 1906 | 1        | 0        | 0          |
| Abwehr               |                      |               |          |          |            |
| Joseph Gonzales      | SC Fives             | 19. Feb. 1907 | 0        | 0        | 0          |
| Jacques Mairesse     | Red Star Paris       | 27. Feb. 1904 | 1        | 0        | 0          |
| Étienne Mattler      | FC Sochaux           | 25. Dez. 1905 | 1        | 0        | 0          |
| Jules Vandooren      | Olympique Lillois    | 30. Dez. 1908 | 0        | 0        | 0          |
| Georges Verriest     | RC Roubaix           | 15. Juli 1909 | 1        | 1        | 0          |
| Mittelfeld           |                      |               |          |          |            |
| Célestin Delmer      | Excelsior AC Roubaix | 15. Feb. 1907 | 0        | 0        | 0          |
| Louis Gabrillargues  | FC Sète              | 16. Juni 1914 | 0        | 0        | 0          |
| Pierre Korb          | FC Mulhouse          | 20. Apr. 1908 | 0        | 0        | 0          |
| Lucien Laurent       | FC Sochaux           | 10. Dez. 1907 | 0        | 0        | 0          |
| Noël Liétaer         | Excelsior AC Roubaix | 17. Nov. 1908 | 1        | 0        | 0          |
| Roger Rio            | FC Rouen             | 13. Feb. 1913 | 1        | 0        | 0          |
| Angriff              |                      |               |          |          |            |
| Joseph Alcazar       | Olympique Marseille  | 15. Juni 1911 | 1        | 0        | 0          |
| Alfred Aston         | Red Star Paris       | 16. Mai 1912  | 1        | 0        | 0          |
| Georges Beaucourt    | Olympique Lillois    | 15. Apr. 1912 | 0        | 0        | 0          |
| Roger Courtois       | FC Sochaux           | 30. Mai 1912  | 0        | 0        | 0          |
| Edmond Delfour       | Racing Paris         | 1. Nov. 1907  | 1        | 0        | 0          |
| Fritz Keller         | Racing Strasbourg    | 21. Sep. 1913 | 1        | 0        | 0          |
| Jean Nicolas         | FC Rouen             | 9. Juni 1913  | 1        | 1        | 0          |
| Émile Veinante       | Racing Paris         | 12. Juni 1907 | 0        | 0        | 0          |
| Trainer              |                      |               |          |          |            |
| Sid „George“ Kimpton |                      | 12. Aug. 1887 |          |          |            |

Fehlende Angaben zu einzelnen Spielern werden nach weiterer Recherche ergänzt.

## Spiele der französischen Mannschaft
Noch fehlende Statistik und Spiel-Kurzbericht folgen in Bälde.

### Achtelfinale
|                                         |   |            |                      |
| So., 27. Mai 1934 um 16:30 Uhr in Turin |   |            |                      |
| Österreich                              | – | Frankreich | 3:2 n. V. (1:1, 1:1) |